# Pseudophilotes nabataeus
Pseudophilotes nabataeus är en fjärilsart som beskrevs av Gary R. Graves 1925. Pseudophilotes nabataeus ingår i släktet Pseudophilotes och familjen juvelvingar. Inga underarter finns listade.